# Боевая единица
Боева́я едини́ца — такое сочетание бойцов (или орудий, пулемётов, броневых машин и прочее) одного рода войск (сил), которое участвуют в боевых действиях совокупно, под непосредственным управлением одного начальника. 
В годы Второй мировой войны и в послевоенный период мотострелковые (стрелковые), мотопехотные (пехотные) и танковые батальоны представляли собой основную единицу при исчислении плотностей и соотношения сил и средств в тактическом масштабе. В Боевых единицах, в силу традиции военного дела, обыкновенно выражается (рассчитывается) боевая сила. 
Современная боевая единица должна иметь боевую информационно-управляющую систему (БИУС), и в соответствии с этим иметь доступ к разведанным со всех технических средств формирований своих войск и сил (наземных, воздушных и так далее), и может принимать решения в рамках поставленной ей боевой задачи.

## История
В составных частях военного дела, таких как Военные управление, искусство, наука, тыл и так далее, для подсчёта (расчёта) формирований вооружённых сил (ВС), их ударной силы и огневой мощи, а позднее вооружения и военной техники использовался и используется термин «Боевая единица».

… Они считали, как я уже говорил, что войско тем сильнее, чем больше в нем отдельных живых тел и частей, каждая из которых может действовать сама. …— Никколо Макиавелли, Книга третья, «О военном искусстве».
При изучении наук (предметов) военного дела можно было считать в древности Боевой единицей весьма крупные войсковые массы, так как они воевали в сомкнутых и глубоких построениях (клин, фаланга, каре и так далее), занимавших, по современным меркам, достаточно мало места на поле боя (сражения, битвы).
В XVI и XVII столетиях в войске единственными тактическими единицами были полки, боевой силой в 2000—3000 человек личного состава, и до Густава-Адольфа между полковыми командирами (полковниками) и главнокомандующим не было никакой постоянной средней инстанции: генералы только временно, в бою, имели под своим начальством какую-нибудь часть армии или особый отряд. В 1631 году шведский король, в лагере при Шведте, уменьшил боевую силу своих полков до 1200 человек, так что в шведской армии стало 16 полков, и при этом явилась необходимость соединить по несколько полков в более крупные отделы, и с этой целью были учреждены бригады, по два полка в каждой. Они составляли боевую единицу, как полки единицу административную, и строились совершенно особым бригадным боевым порядком.
В процессе развития цивилизации, с совершенствованием ею военного дела, возрастало могущество применяемого огнестрельного оружия, а позднее вооружения и военной техники, и военными деятелями эти сплошные массы расчленились на более мелкие, соответственно и в различных родах оружия значение (термин) Боевая единица имело и имеет свои особенности.

### Стрелки (пехота)
В пехоте и у стрелков значение Боевая единица (в узком смысле) сначала перешло к батальону (по традиции, счёт пехоты (стрелков) и на начало XX столетия вёлся на батальоны), а затем и к роте (мелкая боевая единица). В это же время некоторые военные теоретики поднимали свои голоса в органах военного управления за передачу наименования основной пехотной боевой единицы взводу или меньшим командным подразделениям, а некоторые предлагали, в связи с разбросанностью современных боевых порядков (на тот период времени) признать Боевой единицей каждого отдельного бойца.
Во время Японской войны в Русской армии был разработан план атаки, основанный на «работе звеньев», с отказом от массированных построений.
К концу 1920-х годов значение Боевая единица перешло к группам силой в отделение (стрелковое, пулемётное).

### Конница
В коннице, издавна Боевой единицей почитается эскадрон (сотня), так как её наиболее могущественное боевое применение было построено на принципах удара массою. В конце XIX и в начале XX столетия замечалось стремление к переходу от сплоченных построений эскадронов для атаки к более тонким и даже рассыпным (лава), так что значение эскадрона, как наименьшей Боевой единицей, начинало колебаться.
К концу 1920-х годов значение Боевая единица при действии в спешенном строю — подобно пехоте.

### Артиллерия
В начале XX столетия, под влиянием технических усовершенствований (ускорение заряжания, наводки и выстрела) подобная же эволюция, как в пехоте, происходила и в артиллерии. В конце XIX столетия ещё неделимой Боевой единицей признавалась только батарея (в различных видах артиллерии ВС — 8 — 6 — 4 орудия). На начале XX столетия таковою (Боевой единицей) могло по праву считаться взвод и даже отдельное орудие. В пулемётных частях, на тот период времени, вследствие недостатков конструкции пулемётов (нагревания стволов и постоянной возможности отказа в действии), наименьшей Боевой единицей ещё являлся взвод (два пулемёта).
К концу 1920-х годов значением Боевая единица могли считать боевой взвод и даже отдельное орудие, а в пулемётных частях — один пулемёт.

### Флот
На начало XX столетия, на флоте, военно-морском, эскадренные броненосцы представляли главными боевыми единицами для морских сражения.

### Авиация
В авиации при создании воздушных флотов каждый аэроплан был Боевой единицей. Позже стали создаваться новые боевые единицы воздушного флота.
В настоящее время основной боевой единицей в авиации является пара — ведущий и ведомый, где ведущий является командиром для ведомого.